# Seznam uměleckých realizací ve veřejném prostoru v Suchdole (Praha)
Seznam uměleckých realizací v Suchdole v Praze 6 obsahuje tvorbu výtvarných umělců umístěnou ve veřejném prostoru v katastrálním území Suchdol. Seznam je řazen podle ulic a nemusí být úplný.

## Seznam uměleckých realizací
| Název                   | Fotografie                                                                | Lokace                                            | Autor                       | Rok  | Popis                 | Poznámka                                                    |
| ----------------------- | ------------------------------------------------------------------------- | ------------------------------------------------- | --------------------------- | ---- | --------------------- | ----------------------------------------------------------- |
| Plastika                | Kategorie „Plastika (Miloslav Hájek)“ na Wikimedia Commons                | Kamýcká 129 50°7′50,58″ s. š., 14°22′34,73″ v. d. | Miloslav Hájek (1927–2010)  | 1973 | socha, pískovec       | Česká zemědělská univerzita v Praze, koleje                 |
| Plastika (†)            |                                                                           | Kamýcká 129 50°7′46,81″ s. š., 14°22′24,59″ v. d. | Karel Malich (1924–2019)    | 1973 | beton                 | Česká zemědělská univerzita v Praze, odstraněno             |
| Růst (†)                |                                                                           | Kamýcká 129 50°7′49,97″ s. š., 14°22′30,79″ v. d. | Marta Taberyová (1930–2019) | 1987 | mozaika, keramika     | Česká zemědělská univerzita v Praze, menza, odstraněno 2012 |
| Římská bohyně úrody Ops | Kategorie „Římská bohyně úrody Ops (Michal Moravec)“ na Wikimedia Commons | Kamýcká 129 50°7′44,42″ s. š., 14°22′23,02″ v. d. | Michal Moravec (*1951)      | 2005 | socha, bronz          | areál České zemědělské univerzity                           |
| Sluneční hodiny         |                                                                           | Kamýcká 129 50°7′48,16″ s. š., 14°22′22,38″ v. d. | Jaromíra Šimoníková (*1940) | 1966 | sluneční hodiny, žula | Česká zemědělská univerzita v Praze                         |